# 魔王マグロナ
魔王マグロナ（まおうマグロナ）は、日本のバ美肉おじさん、バーチャルYouTuberである。中の人はイラストレーターのukyo_rstである。2018年6月5日から活動を開始し、2019年9月26日から2020年12月31日までバーチャルYouTuber支援プロジェクトのupd8に参加していた。

## 概要
魔王マグロナは、ボイスチェンジャーを使用し声を女性の声に変換し、自身が描いたイラストを用いたアバターを受肉したバ美肉おじさんである。中の人（魂）はukyo_rst（男性）である。
ファンのことは「にんげんども」と呼んでいる他、自身の一人称は「余（よ）」。
魔王マグロナは自身について「おじさんが自分で絵を書いて自分で動かしたLive2Dの体に受肉して、更に自分で声帯を弄って自分で声を当てた地獄のようなコンテンツです。」と説明している。
名前の由来は自身が所有しているバイク、ホンダ・マグナであると明かしている。

## 沿革
- 2018年6月5日、活動を開始した[2]。
- 2019年3月3日、3Dモデルを公開した[8]。
- 2019年9月26日、upd8に加入した[4][5]。
- 2019年12月24日、LINEクリエイターズスタンプがリリースされた[9]。
- 2020年12月6日、「バーチャル異世界転生オーディション」の最終公開オーディションを実施。自身がキャラクターデザイン、Live2Dモデリングを手掛けるバーチャルYouTuberの魂(演者)が決定した[10]。
- 2020年12月31日、upd8の終了により再びフリーに[6]。
- 2021年6月13日、「バーチャル異世界転生オーディション」の合格者である響音イロカがデビュー[11]。
- 2022年2月5日、「バーチャル異世界転生オーディション」の合格者である双子乃二三、双子乃零十がデビュー[12]。
- 2022年4月26日、チャンネル登録者数10万人突破[13]。

## 出演

### インターネットラジオ
『洲崎綾のバババババーチャル』第19回 - 第21回
文化放送の超!A&G+にて配信されている、声優の洲崎綾がパーソナリティを務めるラジオ番組。第19回(2019年11月9日)、第20回(2019年11月16日)、第21回(2019年11月23日)の3回にわたって、ゲスト出演した。番組内のトークで以前より洲崎綾のファンであることを明かし、MacBookにサインをもらっている。

### 地上波ラジオ
ミューコミVR
ニッポン放送にて制作の、一翔剣がヴァーチャルMCを務めるラジオ番組。2021年8月8日の放送回にてゲスト出演した。

### インターネットライブ配信
月曜!雀荘ほめちぎり　第5回
ライブ配信プラットフォームMildomの公式番組。第5回(2020年8月3日)の放送回にて、今井麻美、歌衣メイカと共にゲスト出演した。

### ゲーム
ブイブイブイテューヌ
コンパイルハートより2020年8月6日に発売されたPlayStation 4用ゲームソフト。ホロライブ、ゲーム部プロジェクトなどと共に、ゲストVtuberとして出演した。

### グラビアDVD
新人魔王マグロナ、南国バカンス～とまりとおとまり～
同じくバ美肉おじさんの兎鞠まりと共演したグラビアDVD。2019年12月31日に開催されたコミックマーケット97の4日目に先行リリースされた。赤月ゆにが監修を行った。ソフマップにてリリースイベントが開催された。その後、2020年3月7日にDLsiteでダウンロード版の販売が開始された。

### イベント
バ美肉ナイトクラブ in 渋谷【PANORA × SHOWROOM】
2018年10月31日（ハロウィン）に渋谷で開催されたイベント。魔王マグロナ、兎鞠まり、竹花ノートら3人のバ美肉おじさんが出演するトークイベントで、会場には140人以上、SHOWROOMでの公式配信には2000人以上のファンが訪れた。
VTuberトークセッション～次のバ美肉はキミだ～
2018年11月4日に東洋大学情報連携学部(東洋大学赤羽台キャンパス)の大学祭「INIAD-FES」にて開催されたトークイベント。兎鞠まり、竹花ノート、名取さなと共に出演した。
愛☆バ美肉ナイトクラブ
2019年3月14日(ホワイトデー)に秋葉原TwinBoxで開催された、上記「バ美肉ナイトクラブ in 渋谷【PANORA × SHOWROOM】」に続くイベント。前回も共演した兎鞠まりに加え、ゲストとしてオニャンコポン、だてんちゆあも出演した。イベント当日の物販では、魔王マグロナと兎鞠まりの香りをイメージしたフレグランスが発売された。
VtuberLand2019 upd8WEEK 〜うるとらすーぱーでらっくす〜
2019年9月14日～9月22日の期間、よみうりランドとVtuberのコラボレーションイベント「VtuberLand2019」において、「upd8 WEEK 〜うるとらすーぱーでらっくす〜」が開催された。初日である2019年9月14日に開催された特別ホールイベントの第2部に、YuNi、織田信姫、ピンキーポップヘップバーンと共に出演した。

### 講演
alive2018
2018年12月3日にベルサール秋葉原にて、Live2D社によるクリエイター向けイベント「alive2018」が開催された。イベントのスペシャルゲストとして、単独セッション「"セルフ受肉"自分の描いたイラストに乗り移ってみて感じた、新しいファンサービスの形」の講演を行った。

### コマーシャル映像
秋葉原エンタス×VTuberコラボビジョンCM(第二弾)
2020年1月1日〜1月31日の期間、JR秋葉原駅付近の大型街頭ビジョン「オノデンMXビジョン」にて放映されたコマーシャル映像に、総勢100名を超えるVTuber達と共に出演した。